# Eudorylas cupreiventris
Eudorylas cupreiventris är en tvåvingeart som först beskrevs av Becker 1914.  Eudorylas cupreiventris ingår i släktet Eudorylas och familjen ögonflugor. Inga underarter finns listade i Catalogue of Life.